# Molophilus obediens
Molophilus obediens är en tvåvingeart som beskrevs av Alexander 1927. Molophilus obediens ingår i släktet Molophilus och familjen småharkrankar. Inga underarter finns listade i Catalogue of Life.